# فيلا جوبيرنادور غالفيز (مدينة)
فيلا جوبيرنادور غالفيز (بالإسبانية: Villa Gobernador Gálvez)‏ هي منطقة سكنية تقع في الأرجنتين في Rosario Department.[بحاجة لمصدر] يقدر عدد سكانها بـ 74,509 نسمة .

## أعلام
- إزيكييل لافيتزي
- جويل اكوستا
- رودريغو ميون
- ليونيل لوبيز
- إيفان خوان سيلفا